# Vallée du rift du Jourdain
Ne doit pas être confondu avec Vallée du Jourdain.
Pour les articles homonymes, voir Rift et Jourdain.
La vallée du rift du Jourdain, en hébreu בִּקְעָת הַיַרְדֵּן, Bik'at HaYarden, en arabe الغور, Al-Ghor ou Al-Ghawr, est une dépression du Proche-Orient correspondant à la portion centrale de la faille du Levant, entre le golfe d'Aqaba au sud et le mont Liban au nord, le tout faisant partie de la vallée du Grand Rift.
Il s'agit d'un rift encadré par une série de horsts et dont le fond est occupé par la mer Morte et le Jourdain dans sa quasi-totalité, y compris le lac de Tibériade ; il sépare la plaque africaine à l'ouest de la plaque arabique à l'est.

## Géologie

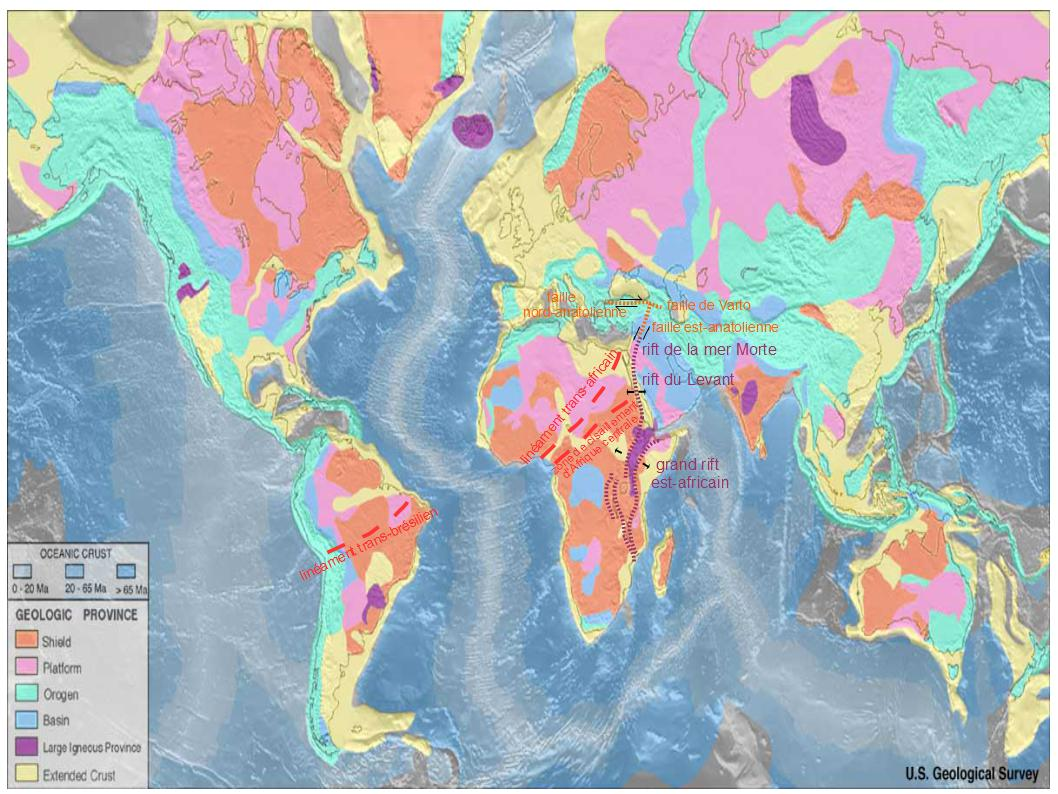
La vallée du Jourdain est un couloir relativement rectiligne associé au rift de la mer Morte, composante régionale de la vallée du Grand Rift.

Au Précambrien, des plissements forment de hautes montagnes que l'érosion réduit peu à peu. Au Cambrien, l'érosion éolienne provoque d'énormes dépôts, les grès de Nubie (en). Le paléo-océan Téthys recouvre presque toute la région recouverte de sédiments marins sur près de 1 000 m d'épaisseur. Au Crétacé, se déposent les sédiments calcaires qui forment la chaîne montagneuse centrale de Palestine due à l'orogenèse alpine au paléogène. Au Miocène (de 23 à 8 millions d'années), la plaque arabique se sépare de celle de l'Afrique, ce qui se traduit par l'ouverture du grand fossé africano-levantin (le grand rift est-africain), et régionalement, au niveau du rift de la mer Morte.